# توم ستيل
توم ستيل (بالإنجليزية: Tom Steele)‏ هو ممثل بريطاني (وحمل سابقاً جنسية المملكة المتحدة لبريطانيا العظمى وأيرلندا)، ولد في 12 يونيو 1909 في المملكة المتحدة، وتوفي في 30 أكتوبر 1990 بلوس أنجلوس في الولايات المتحدة.

## أعمال

### أفلام
- (1960) سبارتاكوس[4][5]

## وصلات خارجية
- توم ستيل على موقع IMDb (الإنجليزية)
- توم ستيل على موقع ألو سيني (الفرنسية)
- توم ستيل على موقع أول موفي (الإنجليزية)
- توم ستيل على موقع قاعدة بيانات الأفلام السويدية (السويدية)
- توم ستيل على موقع قاعدة بيانات الفيلم (الإنجليزية)
- توم ستيل على موقع كينوبويسك (الروسية)